# La fine di un commesso viaggiatore
La fine di un commesso viaggiatore (The High and the Flighty) è un film del 1956 diretto da Robert McKimson. È un cortometraggio animato della serie Merrie Melodies, prodotto dalla Warner Bros. e uscito negli Stati Uniti il 18 febbraio 1956. È stato distribuito anche coi titoli Scherzi leggeri e pesanti e, dal 1997, Scherzi da papero.

## Trama
Foghorn Leghorn si diverte a provocare Barnyard Dawg che, a sua volta, si vendica. Daffy Duck, rappresentante della società Asso, produttrice di giochi con sede a Walla Walla, Washington, dispensatrice di articoli per fare scherzi, vede la scena e vende a Foghorn un osso finto con all'interno una molla, che Dawg ingoia. Lo scherzo funziona, così Daffy interviene vendendo al cane una pannocchia di granturco collegata a un cavo elettrico; anche questo scherzo funziona.
Daffy vende perciò a Foghorn un giradischi con un disco con registrato Chattanooga Choo Choo e una sagoma raffigurante la parte anteriore di una locomotiva. Questo scherzo, però, non funziona come sperato: quando il gallo si dirige verso il cane, quest'ultimo riesce a schivare la finta locomotiva e a capire l'inganno, mentre Foghorn va accidentalmente su dei binari, per poi finire addosso a un treno.
Dopo aver medicato Foghorn, Daffy vende a lui e a Dawg una trappola con un elastico seguito da un tubo e una bottiglia: chi viene travolto dall'elastico teso passerà per il tubo e rimarrà incastrato nella bottiglia. I due animali preparano la trappola l'uno per l'altro; tuttavia si rendono conto di quello che Daffy sta facendo a loro e tramano vendetta. Più tardi Daffy, mentre conta il denaro incassato, viene minacciato di morte da Foghorn e Dawg; decide di andarsene, ma cade vittima della trappola, rimanendo incastrato nella bottiglia.

## Distribuzione

### Edizione italiana
Il corto fu distribuito nei cinema italiani nel programma Silvestro gatto maldestro, in inglese sottotitolato; fu doppiato nel 1973 dalla Sinc Cinematografica in occasione di una riedizione del programma. Fu poi doppiato negli anni '80 e quindi nel 1997 dalla Angriservices Edizioni per l'inclusione nella VHS Le stelle di Space Jam: Daffy Duck.

### Edizioni home video

#### VHS
- Silvestro gatto maldestro, 2ª parte (1985)[3]
- Daffy Duck:1
- Le stelle di Space Jam: Daffy Duck (marzo 1997)